# Salva (radioprogram)
Salva var ett humorprogram i radiokanalen Sveriges Radio P3 som sändes mellan januari 2003 och januari 2006.  Humorn bestod av imitationer och annorlunda remixer. 
Programledare var Stefan Livh och för imitationerna stod Mirja Burlin och Jörgen Mörnbäck. Jocke Boberg och Janne Palmén gjorde remixerna. Programmen följde i regel väldigt fasta ramar där samma sketcher återkom med mindre modifikationer.
Några par stående inslag var:
- Club Goa Gubbar - Dokusåpa för göteborgare ledd av Harald Treutiger. Se även Club Goa.
- Chihuahua-prognosen - Tone Bekkestad ger en väderprognos med särskild bevakning av chihuahua-hundar.
- Kungaintervjun - Kungen och Silvia intervjuas av Stefan Livh om aktuella händelser. Mynnar alltid ut i namedropping av Kungens bilar och recitation av en Tomas Ledin-låt.
- Fotbollspanelen - Ett gäng kända fotbollsvetare får diskutera en aktuell sporthändelse

## Imitationer
De båda imitatörerna hade många karaktärer på sin repertoar:

### Burlins imitationer
- Eva Dahlgren
- Drottning Silvia
- Lotta Engberg
- Maud Olofsson
- Robyn
- Helen Sjöholm
- Emma Andersson

### Mörnbäcks imitationer
- Lasse Brandeby (och Kurt Olsson)
- Carl XVI Gustaf
- Ulf Elfving
- Glenn Hysén
- Carl-Einar Häckner
- Lasse Kronér
- Henrik Larsson
- Lars Leijonborg
- Fredrik Lindström
- Tomas Nordahl
- Per Oscarsson
- Göran Persson
- Mauro Scocco
- Tommy Söderberg
- Per Sinding-Larsen
- Harald Treutiger
- Peter Antoine
- Kim Källström
- Lars Lagerbäck
- Johan Ulveson
- Sven Wollter
- Alf Svensson